# أنتوني يان غوتز
أنتوني يان غوتز هو سياسي بولندي، ولد في 17 ديسمبر 1895 في كراكوف في بولندا، وتوفي في 31 أكتوبر 1962 في نيروبي في كينيا. نشط حزبياً في Nonpartisan Bloc for Cooperation with the Government ‏.